# Sparrhorn
Sparrhorn är en bergstopp i Schweiz.   Den ligger i distriktet Raron och kantonen Valais, i den centrala delen av landet, 80 km sydost om huvudstaden Bern. Toppen på Sparrhorn är 2 289 meter över havet.
Terrängen runt Sparrhorn är mycket bergig. Närmaste större samhälle är Naters, 8,6 km sydväst om Sparrhorn. 
Trakten runt Sparrhorn består i huvudsak av gräsmarker. Runt Sparrhorn är det ganska glesbefolkat, med 29 invånare per kvadratkilometer.